# لندن الکتریسیته بورد
لندن الکتریسیته بورد (انگلیسی: London Electricity Board) شرکت برق بریتانیایی است، که در سال ۱۹۴۸ تأسیس شد.